# Vera Spautz

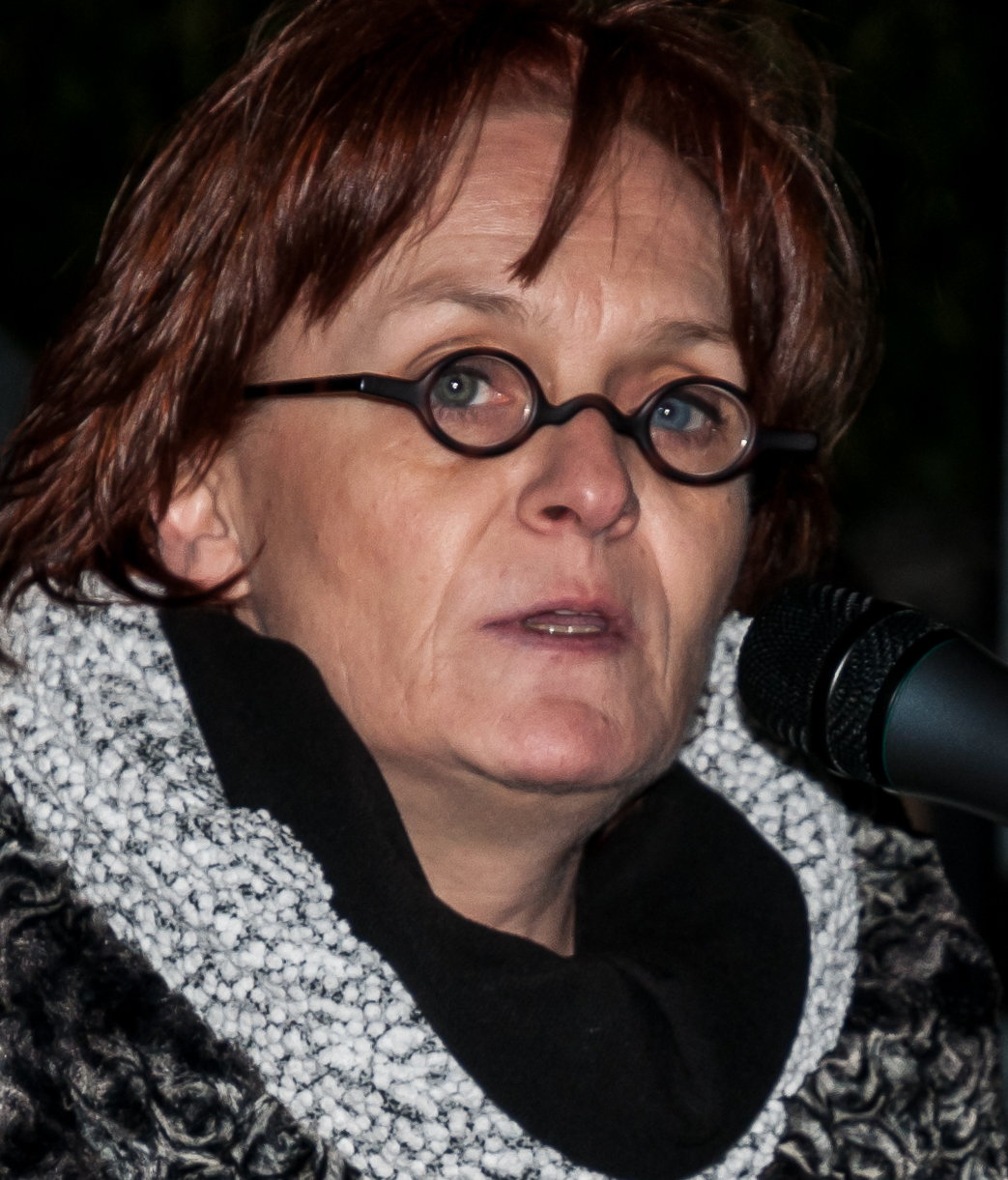
Vera Spautz (2016).

Vera Spautz (* 1. Mai 1963 in Esch-sur-Alzette) ist eine luxemburgische Politikerin.
Sie gehört der Gewerkschaft OGBL an sowie der sozialistischen Partei (der LSAP). Seit dem 13. Juli 2004 war sie Abgeordnete in der Chambre des Députés für den Wahlbezirk Süden. Ende 2012 musste sie aus gesundheitlichen Gründen ihr Abgeordnetenmandat aufgaben.
Anfang 2012 erklärte sie, dass sie am 26. Januar 2012 das von der Regierung vorgelegte Gesetz zur „Index-Manipulierung“ nicht mittragen werde.
Vera Spautz begann ihre kommunalpolitische Karriere am 14. Januar 2000 als Mitglied des Gemeinderates von Esch. Am 11. September 2000 wurde sie dann Schöffin der Stadt. Vera Spautz wurde Ende Dezember 2013 zur Bürgermeisterin der Stadt Esch vereidigt, da ihre Vorgängerin Lydia Mutsch das Bürgermeisteramt als neue Gesundheitsministerin Luxemburgs aufgeben musste. 

## Einzelbelege
1. ↑  OGBL: Frauenabteilung: Geschäftsführender Vorstand (Seite nicht mehr abrufbar, festgestellt im Mai 2019. Suche in Webarchiven)  Info: Der Link wurde automatisch als defekt markiert. Bitte prüfe den Link gemäß Anleitung und entferne dann diesen Hinweis.
2. ↑  Vera Spautz (Memento des Originals vom 24. Dezember 2013 im Internet Archive)  Info: Der Archivlink wurde automatisch eingesetzt und noch nicht geprüft. Bitte prüfe Original- und Archivlink gemäß Anleitung und entferne dann diesen Hinweis.
3. ↑  http://www.wort.lu/de/view/vera-spautz-verabschiedet-sich-aus-der-abgeordnetenkammer-50a3cff7e4b0e83edf95fa29
4. ↑  Vera Spautz wird das Gesetz nicht stimmen Tageblatt, 18. Januar 2012